# Justus Friedrich Zehelein
Justus Friedrich Zehelein (* 21. April 1760 in Bayreuth; † 13. Mai 1802 in Neustadt am Kulm) war ein deutscher Schriftsteller, Komponist, Justizamtmann und Radierer.

## Leben
Zehelein war Sohn eines Geheimen Hofrates. Er wirkte als deutscher Schriftsteller, Musiker und Radierer. Neben seinem musikalischen Schaffen als Komponist galt er zudem als „vortreflicher Violoncellist und vorzüglicher Zeichner“.  Justus Friedrich Zehelein wurde 1791 Amtskastner in Neustadt am Kulm und 1800 Erster Justizamtmann (Königl. Preußischer Justizamtmann) der Stadt. Neben seinen juristischen Aufgaben widmete er sich ausgiebig der Kunst und Kultur.
Mit 42 Jahren verstarb Zehelein als Erster Justizamtmann (Königl. Preußischer Justizamtmann) der Stadt Neustadt am Kulm. Die Oberdeutsche Allgemeine Literaturzeitung deutet eine mögliche Erkrankung an: mit seinem Leben enden auch seine Leiden. Mit ihm verlören die Wissenschaften nicht nur einen beliebten Dichter, sondern auch einen vorzüglichen Kenner der Malerei- und Zeichenkunst.
Das folgende bekannte Gedicht stammt aus seiner Feder:
Treu geliebt und still geschwiegen!
Heiße Liebe spricht nicht viel;
Nur in unhörbaren Zügen
wallt das heiligste Gefühl.
Oft sagt eine stille Thräne
mehr als Sprach' und Melodie;
ach der Liebe leise Töne
sind nur Herzensharmonie.
[...]
in: Vermischte Gedichte (1787)

## Schriften (Auswahl)
- Feten bey der Reise des Königs von Preußen im Juny 1799 (beteiligter Autor neben Johann Nicolaus Apel und R., dessen kompletter Name unbekannt ist)[5]
- Traum und Wahrheit, Leipzig 1780 (zusammen mit Johann Christian Jacob Wucherer), Buch, OCLC-Nummer 552074026
- Vermischte Gedichte, Bayreuth 1787, Buch, ISBN 3598532539